# Westernhagen (Adelsgeschlecht)

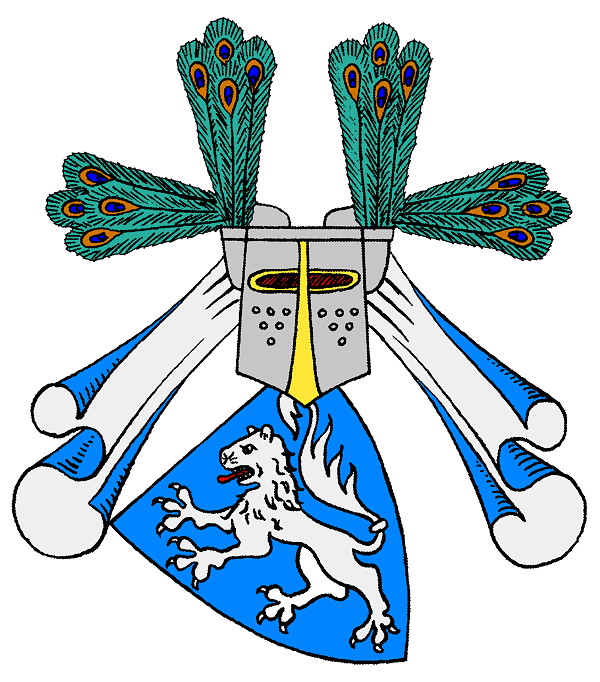
Wappen derer von Westernhagen

Westernhagen ist der Name eines alten Thüringer Adelsgeschlechts. Die Familie, deren Zweige zum Teil bis heute bestehen, gehört ursprünglich zum Untereichsfelder Uradel aus der Goldenen Mark.

## Geschichte

### Herkunft

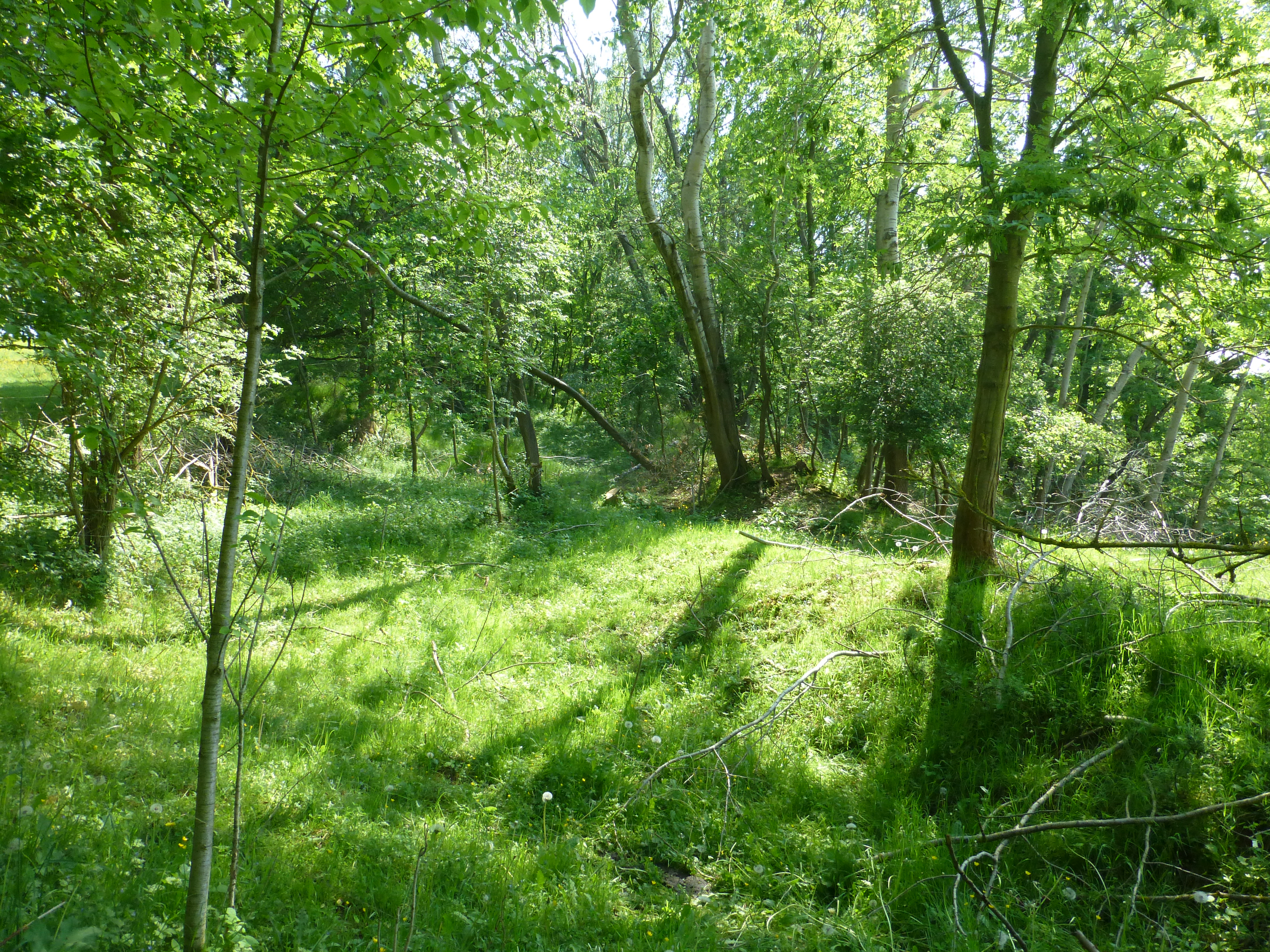
Wall der Burg Westernhagen

Erstmals urkundlich erwähnt wird das Geschlecht im Jahre 1258 mit Conradus und Hermannus de Indagine (Hagen). Mit letztgenanntem Hermannus beginnt auch die ununterbrochene Stammreihe der Familie. Der Name wechselt von de Indagine, von Hayn, von Hagen bis von Westernhagen.
Um 1300 erbauten Angehörige eine Burg Osternhagen bei Hundeshagen. Aber schon 1123 (urkundlich erstmals erwähnt 1288) sollen die Herren von Berlingerode die alte Wasserburg Hagen (Burg Westernhagen) bei Berlingerode errichtet haben. Die von Berlingerode waren wahrscheinlich stammesverwandt mit denen von Hagen. Mitglieder der Familie benannten sich später nach der alten Wasserburg von Westernhagen, nachdem die zweite östlich gelegene Burg Osternhagen errichtet worden war.

### Ausbreitung und Besitzungen
Schon zur Zeit der Burgenerrichtung besaß die Familie ausgedehnte Allodialgüter. So unter anderem in Berlingerode, Teistungen, Bleckenrode, Brehme (2 Gutshöfe) und Ecklingerode (2 Gutshöfe). Dazu kamen Lehnsgüter des Stifts Quedlinburg in Nesselröden, Dudenborn, Campe, Gerblingerode, Immingerode und Tiftlingerode. Im Laufe der Zeit bestanden auch Lehnsverhältnisse zu den Grafen von Blankenburg und nach deren Aussterben zu den Nachfolgern, den Herzögen von Braunschweig sowie zu den Grafen von Scharzfeld, den Herren von Eberstein, der Herrschaft Plesse und dem Erzstift Mainz. Ein Teil der Lehnsgüter wurde an Vasallen als Afterlehen weitergegeben.
Während des Bauernkrieges 1525 wurden die Burgen Osternhagen und Westernhagen zerstört. Von der Burg Osternhagen besteht heute nur noch der Burghügel, an die Burg Westernhagen erinnern noch der Wall und der Graben. Vom Dreißigjährigen Krieg war auch das Eichsfeld schwer betroffen und wurde wiederholt von allen kriegführenden Parteien durchzogen. Doch konnte die innere Ordnung von der Ritterschaft unter Führung von Hans Albrecht von Westernhagen aufrechterhalten werden. Auch der Siebenjährige Krieg brachte viel Not und Zerstörung, da vor allem die Westernhagenschen Gerichtsdörfer geplündert wurden. Hinzu kamen hohe Zahlungen an Kontributionen.
Da ein Großteil der einheimischen Ritterfamilien zum protestantischen Glauben übertrat, wurden ihnen die Domherrenstellen im Domkapitel verwehrt. So blieb den nachgeborenen Söhnen oftmals nur, Offiziersstellen anzunehmen, was zu einem hohen Blutzoll führte. Die Söhne derer von Westernhagen wurden schon unter dem preußischen König Friedrich II. in das Pagenkorps aufgenommen und erzogen. Bis 1918 wurden sieben von ihnen zu Generälen ernannt. Im Ersten Weltkrieg fielen zwölf Offiziere aus der Familie Westernhagen, im Zweiten Weltkrieg waren es dreizehn. Nach dessen Ende wurden die Besitzungen der Familie in der DDR enteignet. Nach der Deutschen Wiedervereinigung konnte der Oberhof in Teistungen, ein Rittergut, das bereits 1283 von den Westernhagen käuflich erworben wurde, vom Familienverbandsvorsitzenden restauriert werden.
Am 27. Juni 1908 wurde ein Familienverband gegründet, der seit dem 4. Dezember 1909 möglichst alle zwei Jahre Familientage abhält.

### Linien und Persönlichkeiten
Hans und Burchard waren die Begründer der beiden Linien der Familie. Hans von Westernhagen (* 1357; † zwischen 1429 und 1433) war der Stammvater der Teistunger Linie und Burchard von Westernhagen (* um 1360; † vor 1419) der Stifter der Linie zu Berlingerode.

#### Teistunger Linie
Die Teistunger Linie teilte sich in die Äste zu Teistungen-Oberhof, begründet von Heinrich Ludwig von Westernhagen (* um 1665; † 1740), und Teistungen-Unterhof, begründet von Arnold Ludwig von Westernhagen (1668–1733). Aus erstem Ast kam Hugo Ludwig Hans Lewin von Westernhagen (1800–1870), preußischer Rittmeister und Kreisdeputierter. Er heiratete 1821 Leopoldiene Hoffmann, Tochter des Bürgermeisters von Duderstadt und Regierungsrates Karl Hoffmann. Aus der Ehe stammte der preußische Generalmajor Heinrich Ferdinand Julius von Westernhagen (1828–1905). Sein Sohn aus der 1862 geschlossenen zweiten Ehe mit Auguste Defoy, Heinrich Friedrich Lewin von Westernhagen (1864–1925), wurde ebenfalls preußische Generalmajor.
Aus dem Ast Teistungen-Unterhof kam August Levin Ferdinand von Westernhagen (* 1817). Er starb 1866 als preußischer Oberstleutnant. Sein Bruder Ferdinand Karl Albrecht von Westernhagen (1824–1882) war preußischer Major und Ritter des Johanniterordens. Thilo von Westernhagen (1853–1920), ein Sohn von August Levin Ferdinand aus der Ehe mit Agnes von Bülzingslöwen, starb in Hannover als preußischer General der Infanterie. Verheiratet war er seit 1886 mit Anna Klara Gräfin zur Lippe-Weißenfeld. 1955, mit dem Tod seines Sohnes Thilo August Armin Wilhelm von Westernhagen (* 1887), erlosch der Ast Teistungen-Unterhof im Mannesstamm.

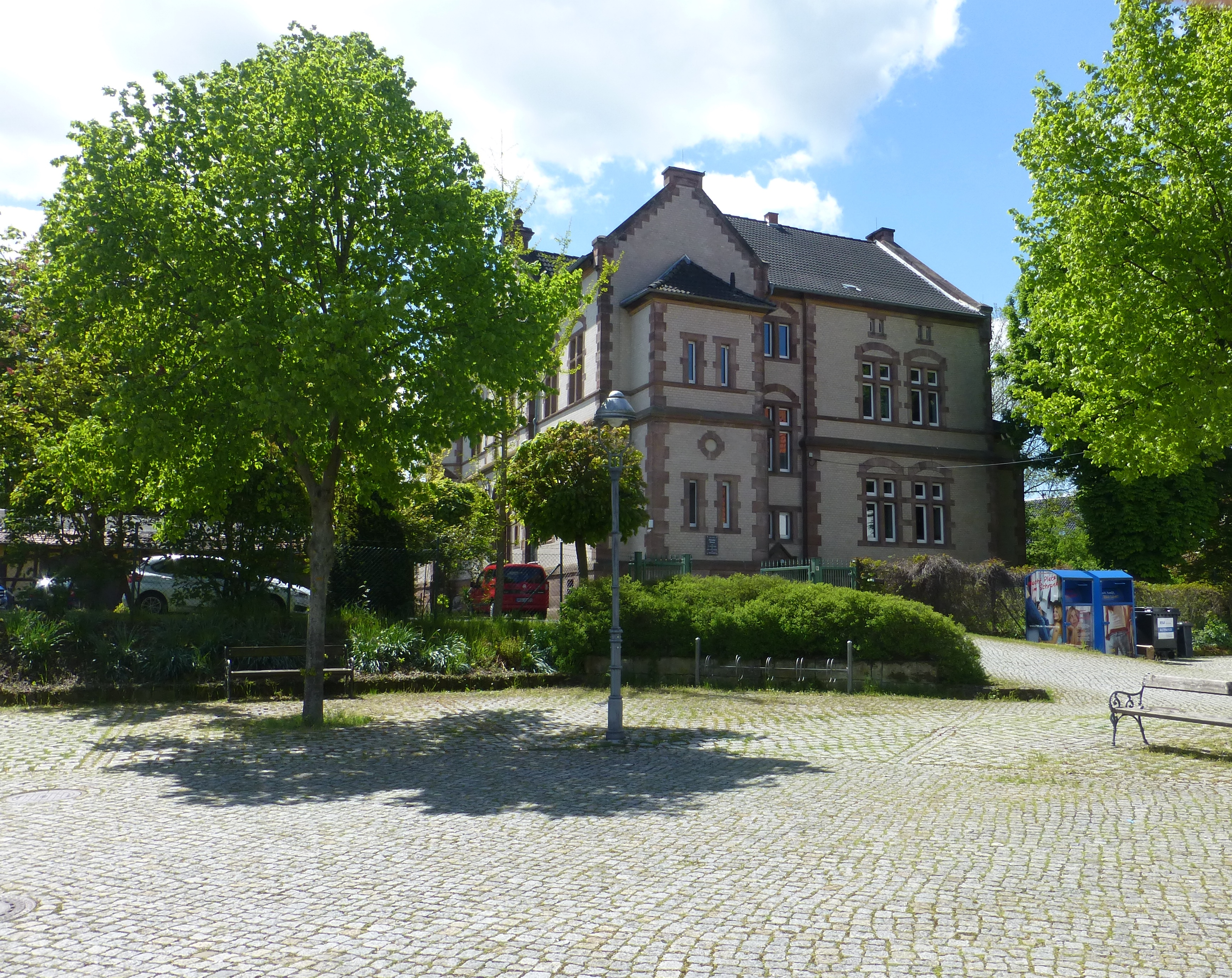
Teistungen, Oberhof
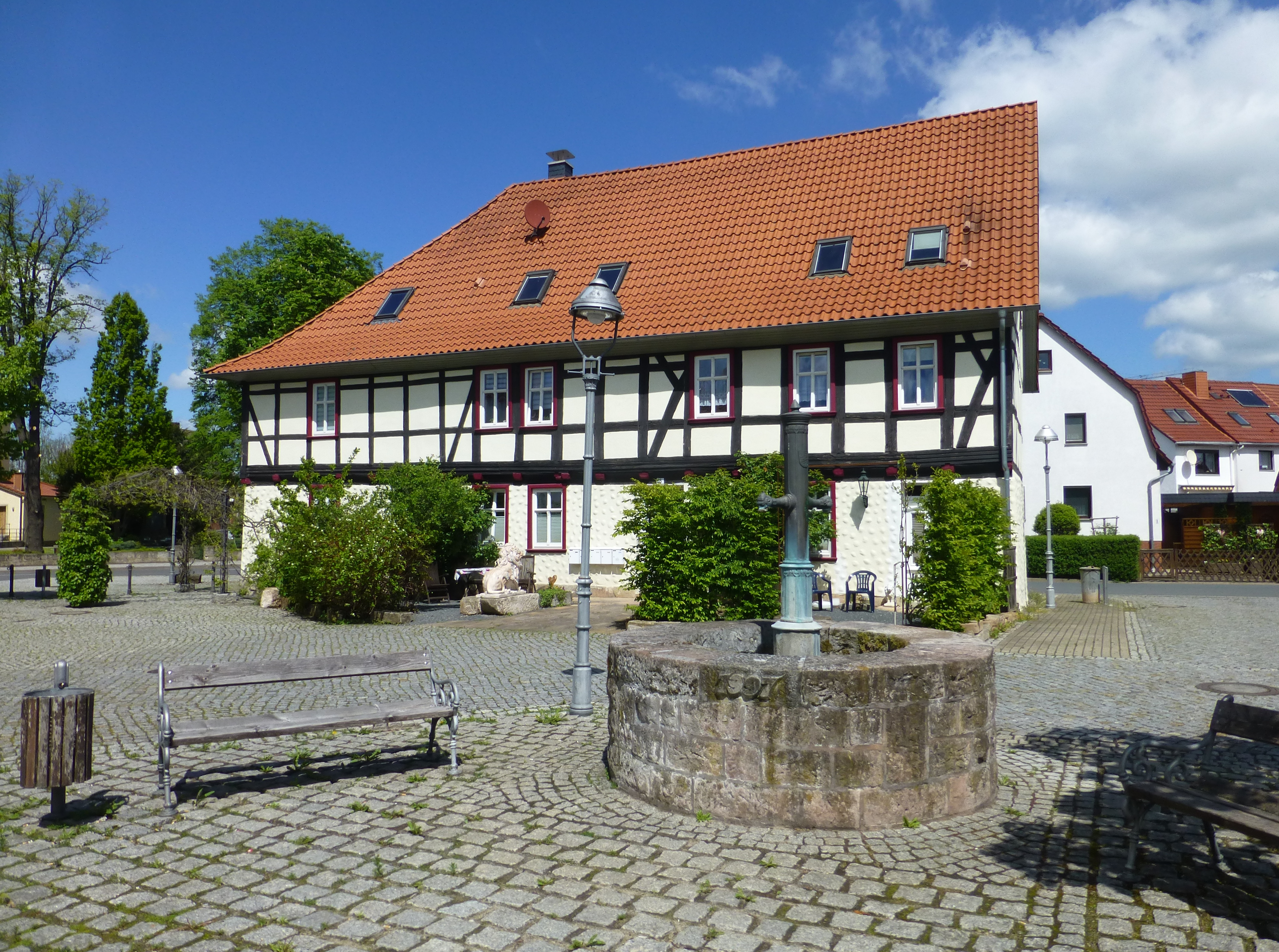
Teistungen, Unterhof

#### Berlingeroder Linie
Die Berlingeroder Linie teilte sich ebenfalls in zwei Äste, die von Otto und Ernst begründet wurden. Der von Otto (* vor 1478; † vor 1521) begründete Ast teilte sich in drei weitere Zweige. Stammvater des ersten Zweiges zu Mockrau in Westpreußen war Eduart von Westernhagen (1793–1851). Sein Sohn Eduard Ernst Thilo von Westernhagen (1829–1895), Plantagenbesitzer in San Salvador, heiratete 1881 in San Francisco Helene Mathilde Edle von Daniels. Mit dem Tod seines Enkels Eduard Ernst Thilo Otto von Westernhagen 1968 erlosch der Zweig im Mannesstamm. Der zweite Zweig, begründet von Ernst Ludwig von Westernhagen (1797–1865), ist 1942 mit dem Tod von Gustav von Westernhagen (* 1868), preußischer Generalmajor, ebenfalls im Mannesstamm erloschen. Der dritte Zweig, begründet von Thilo von Westernhagen (1804–1872), blüht bis heute. Aus diesem Zweig entstammte Eduard Ernst Louis von Westernhagen (1851–1921), preußischer Generalleutnant und Rechtsritter des Johanniterordens.
Der von Ernst von Westernhagen (* vor 1478; † zwischen 1557 und 1559) begründete zweite Ast der Berlingeroder Linie teilte sich in zwei Zweige, deren Begründer Ernst Heinrich (1687–1732) und Johann Philipp Erich (1702–1783) waren. Der erste, auch Ecklinroder Zweig genannt, teilte sich wiederum in vier Häuser. Aus diesem Zweig kam unter anderem Gustav Adolph Ludwig Albert von Westernhagen (1805–1886). Er heiratete 1832 Magdalena, Tochter des Superintendenten und Rektor der Erfurter Universität Prof. Mauritius Geilfuss. Ihr Sohn Richard von Westernhagen (1836–1893) starb als preußischer Generalleutnant. Der zweite Zweig begründete zwei Häuser. Angehörige aus diesem Zweig waren Anselm Louis von Westernhagen (1804–1878), herzoglich Braunschweiger Hofoffiziant, und Hermann Karl Maximilian Julius von Westernhagen (1851–1900), Bürgermeister von Lengsfeldt.

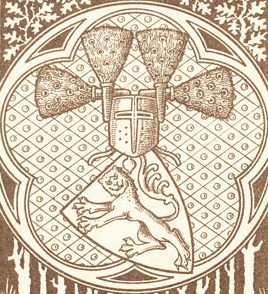
Stammwappen derer von Westernhagen, hier mit Leopard

## Wappen

### Wappen von 1258
Ein bereits 1258 erscheinendes Wappen zeigt in Blau einen aufgerichteten silbernen Löwen. Auf dem Helm mit blau-silbernen Helmdecken zu beiden Seiten je ein pfahlrechter und ein waagerechter Hiebfänger, bestückt mit natürlichen Pfauenfederbüschen.

### Wappen von 1447
Ein Wappen aus dem Jahr 1447 zeigt in Blau einen aufgerichteten silbernen Leoparden. Auf dem Helm mit blau-silbernen Helmdecken vier, zwei pfahl- und zwei balkenweise, goldene Pfeile.

## Bekannte Familienmitglieder
- 1357 die Brüder Burghard, Heinrich und Dyle von Westernhagen[6]
- 1404 Arnold, Belt, Hans und Hermann von Westernhagen[7]
- Tilemann von Westernhagen (gest. 1498), Kanoniker am Marienstift Erfurt[8]
- Hans Albrecht von Westernhagen (ca. 1590–1671), Oberstleutnant, Kommandant von Duderstadt und auf dem Gleichenstein[8]
- August von Westernhagen (1770–1840), Gutsherr und Politiker
- Julius von Westernhagen (1828–1905), preußischer Generalmajor
- Udo von Westernhagen (1833–1886), preußischer Generalmajor
- Richard von Westernhagen (1836–1893), preußischer Generalleutnant
- Eduard von Westernhagen (1851–1921), preußischer Generalleutnant
- Thilo von Westernhagen (1853–1920), preußischer General der Infanterie
- Gustav von Westernhagen (1868–1942), preußischer Generalmajor
- Kurt von Westernhagen (1891–1945), deutscher Offizier
- Eduard von Westernhagen (1924–1968), Major der Bundeswehr, ermordet in Rio de Janeiro
- Dörte von Westernhagen (* 1943), deutsche Journalistin
- Thilo von Westernhagen (1950–2014), Komponist und Pianist

## Adliges Gericht Westernhagen
Das Gebiet des Gerichtsbezirkes gehörte im frühen Mittelalter zur Mark Duderstadt und kam ab dem 14. Jahrhundert an Kurmainz. Die Herren von Westernhagen übten die Gerichtsbarkeit in ihrem Amt aus. Zum Gerichtsbezirk gehörten die Orte Berlingerode, Bleckenrode, Ecklingerode, Brehme, Ferna, Hundeshagen, Teistungen und weitere heute nicht mehr existierende Orte. Nach Zerstörung der Burg Westernhagen wurde der Sitz des Gerichtsbezirkes nach ihren neuen Stammsitzen in Teistungen und Berlingerode verlegt. Bei Berlingerode erinnert noch der Flurname Sponstätte an einen Gerichtsort, der Galgen befand sich zwischen Berlingerode und Teistungen.